# Alchemilla superans
Alchemilla superans é uma espécie de rosácea do gênero Alchemilla, pertencente à família Rosaceae.